# 秋田南バイパス

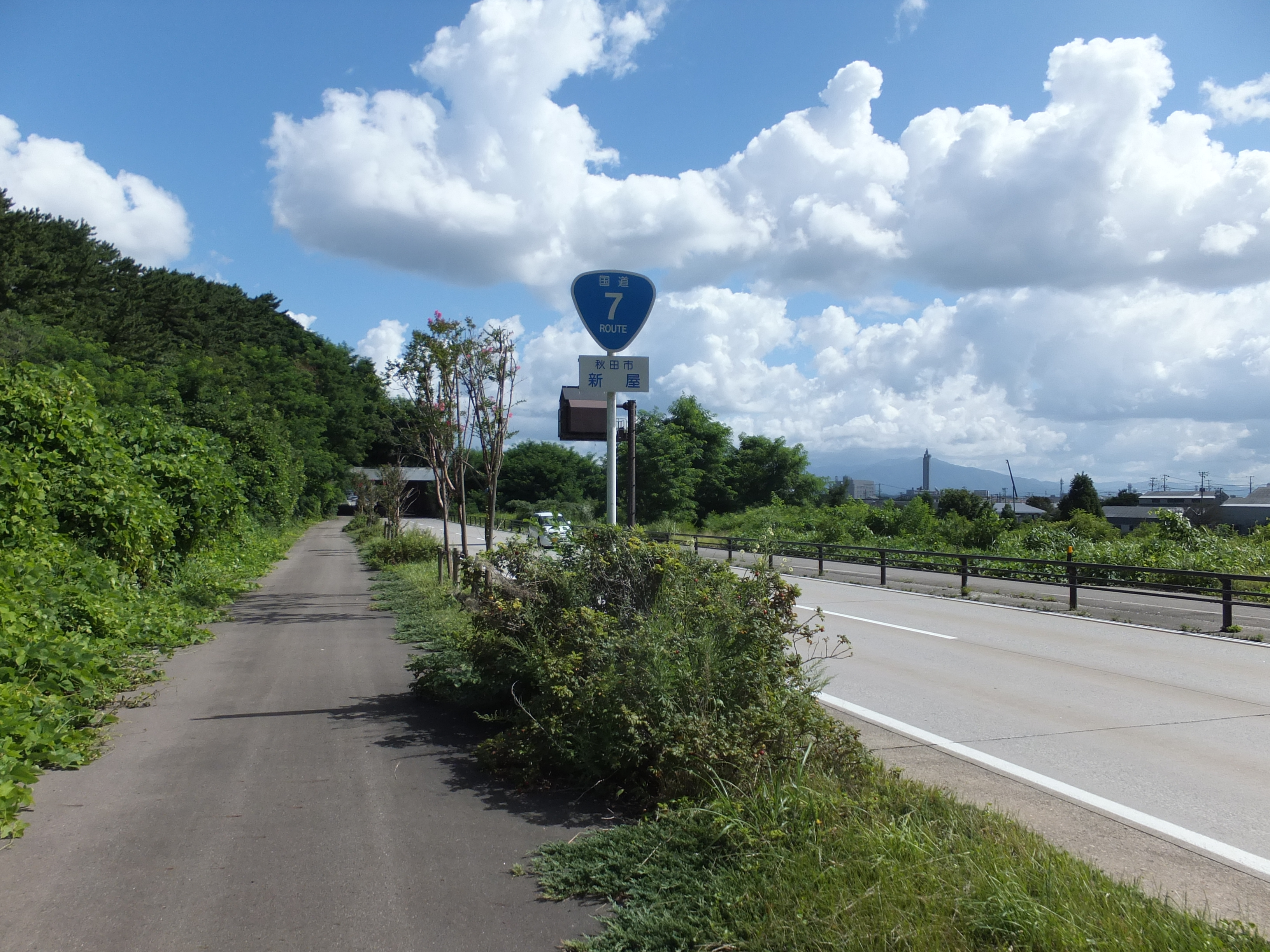
秋田市新屋地内にて

秋田南バイパス（あきたみなみバイパス）は、秋田県秋田市の海沿いを通る国道7号のバイパス路線。

## 概要
秋田市の公募により、はまなすロードの愛称を持つ。
秋田市茨島交差点の渋滞緩和を目的として、秋田市浜田字境川（浜田境川交差点） - 秋田市八橋戌川原（臨海十字路）を結ぶ。全線暫定2車線で供用を開始したが、秋田市下浜地区から、秋田市中心部や秋田北バイパスへの短絡ルートであり、交通量も非常に多い。特に、平日朝のラッシュ時には浜田こ道橋交差点から南浜交差点にかけて下り線が激しく混雑するほか、行楽シーズンには駐車帯「はまなす広場」から下浜駅前付近にかけて上り線に渋滞が見られる。
このように、渋滞緩和が目的の道路ではあるが、新たな渋滞が問題となっており、2009年度（平成21年度）から、秋田市新屋町字北愛宕町（浜田こ道橋交差点付近） - 秋田市新屋町字三ツ小屋（南浜交差点付近）間（延長2.2 km）において、4車線化工事が進められ、2015年（平成27年）5月に供用開始、同年8月に完成した。
また、2022年度（令和4年度）に2015年（平成27年）に4車線化した区間を除く、残り延長6.3 kmの4車線化事業が秋田南拡幅として事業化された。
起点側に800 mほど離れて国道7号下浜道路がある。

### 路線データ
- 起点：秋田市浜田境川
- 終点：秋田市八橋戌川原
- 総延長：8.5 km
- 標準幅員（暫定幅員）：30 m (15 m)
- 道路規格：第3種第1級
- 車線数：4車線（一部暫定2車線で供用）
- 設計速度：80 km/h

## 沿革
- 1975年（昭和50年）10月21日 - 都市計画決定
- 1975年度（昭和50年度） - 事業着手
- 1980年度（昭和55年度） - 用地着手
- 1981年度（昭和56年度） - 工事着手
- 1986年（昭和61年）7月18日 - 新屋こ道橋交差点 - 南浜交差点（雄物大橋部分のみ） 開通
- 1986年（昭和61年）10月24日 - 浜田こ道橋交差点 - 新屋こ道橋交差点 開通
- 1990年（平成2年）12月12日 - 浜田境川交差点 - 浜田こ道橋交差点 開通[6]
- 2003年（平成15年）3月15日 - 南浜交差点 - 臨海十字路 全線供用開始（暫定2車線）
- 2004年（平成16年）4月1日 - 秋田南バイパスに平行する旧道が秋田県道56号秋田天王線として管理が秋田県に移管される[7]
- 2015年（平成27年）5月20日 - 浜田こ道橋付近 - 南浜交差点付近 4車線化[8][9]
- 2022年度（令和4年度） - 秋田南拡幅として残区間の4車線化が事業化[3]

## 交差する道路など
- 上側が起点側、下側が終点側。左側が上り線側、右側が下り線側。
- 路線名の特記がないものは秋田市の市道。

| 交差点名 /橋梁名                    | 交差する道路など           | 交差する道路など                  | 車線数 （供用/計画） |
| ----------------------------------- | -------------------------- | --------------------------------- | -------------------- |
| 国道7号 由利本荘方面                |                            |                                   |                      |
| 浜田境川                            |                            | 秋田県道56号秋田天王線            | 2/4                  |
| 浜田こ道橋                          | 秋田県道65号寺内新屋雄和線 |                                   | 4/4                  |
| 新屋こ道橋                          |                            |                                   | 4/4                  |
| 雄物大橋                            | 雄物川                     | 雄物川                            | 4/4                  |
| 南浜（割山こ道橋）                  | 秋田県道65号寺内新屋雄和線 | 秋田県道65号寺内新屋雄和線        | 4/4                  |
| 臨海大橋                            | 秋田運河                   | 秋田運河                          | 2/4                  |
| （交差点）                          |                            |                                   | 2/4                  |
| 臨海十字路                          | 国道13号（秋田北バイパス） | 国道7号（秋田北バイパス）能代方面 | 6/6                  |
| 秋田県道26号秋田停車場線 秋田駅方面 |                            |                                   |                      |

## 主なトンネルと橋
- 浜田こ道橋 : 24.3 m
- 雄物大橋 : 394 m
- 割山こ道橋 : 24.2 m
- 勝平はまなすトンネル : 355 m
- 臨海大橋 : 349 m

## その他

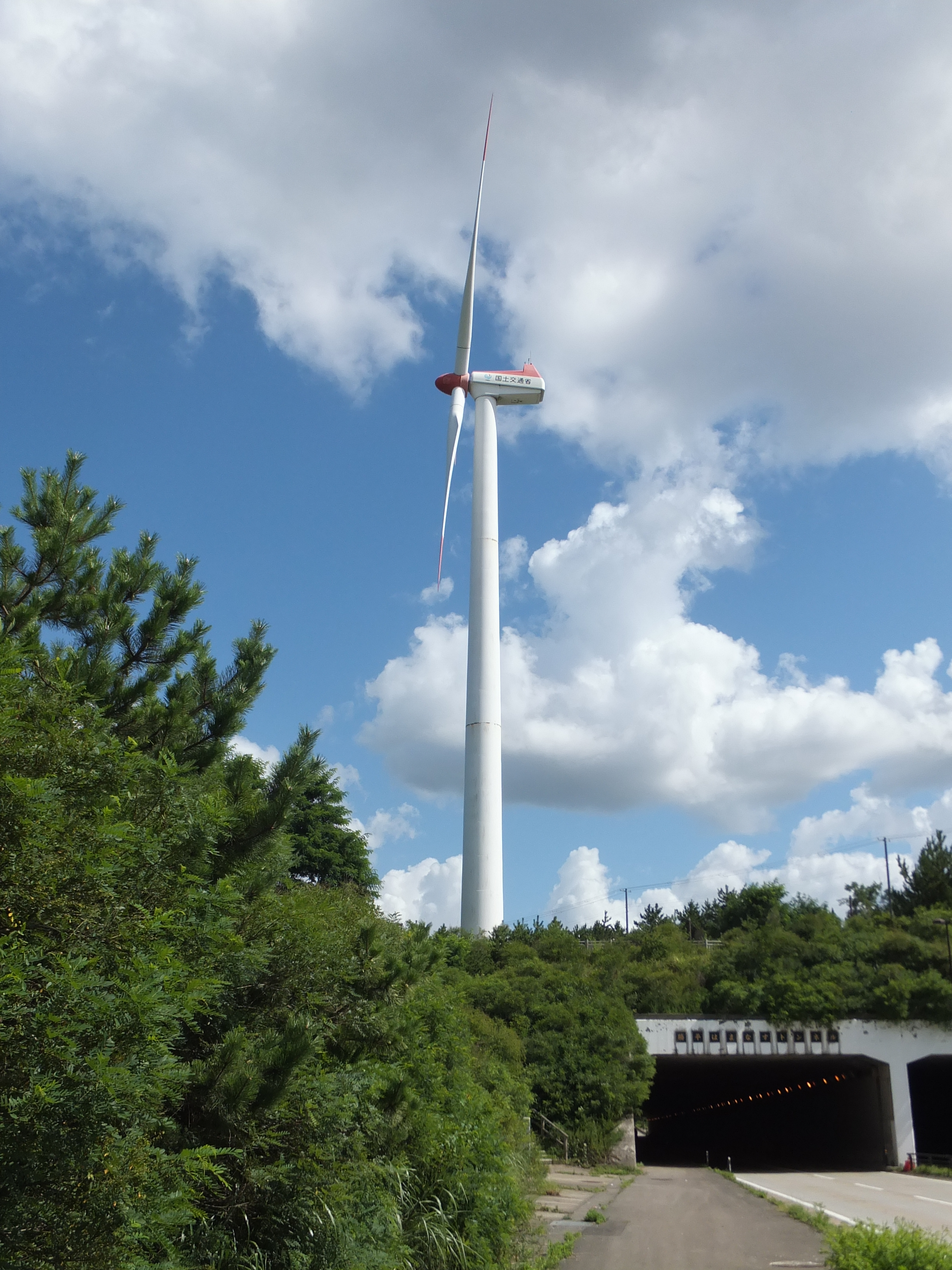
勝平はまなすトンネル付近に設置された発電用風車「たいよう」

- 当路線の工事中に、臨海大橋付近においてサギ類の営巣地が発見されたため、繁殖期の工事休止など、サギ類の生育環境に最大限配慮しながら工事が行われた。
- 年間を通して風が強い当地の気象状況から、風車を設置して発電することにより、臨海大橋の路面に通電しての凍結防止（冬期間）や照明、および勝平はまなすトンネル内の照明などに活用されている。この風車は地元秋田市の小学生から愛称を公募し、「たいよう」と名付けられた[10]。